# Quinto Vicentino
Quinto Vicentino er en italiensk by (og kommune) i regionen Veneto i Italien, med omkring 5.832(2023) indbyggere. 